# کوتوفو، اوبلاست ولگوگراد
شهر کوتوفو، اوبلاست ولگوگراد (به روسی: Котово) در کشور روسیه و در اوبلاست ولگوگراد واقع شده‌است.